# Carl Theodor Hilsenberg
Carl Theodor Hilsenberg (* 11. März 1802 in Erfurt; † 11. September 1824 auf Sainte Marie bei Madagaskar) war ein deutscher Naturforscher und Botaniker, der in den frühen 1820er-Jahren auf Madagaskar und den Maskarenen botanische und zoologische Studien betrieb. Häufig begleitete er den böhmisch-stämmigen Botaniker Wenceslas Bojer auf seine Exkursionen. Sein offizielles botanisches Autorenkürzel lautet „Hils.“

## Leben
Nach seinem Gymnasialabschluss erlernte Hilsenberg bei seinem Vater Z. Casper Hilsenberg das Handwerk der Chirurgie. Ferner besuchte er Vorlesungen und Kurse bei Johann Bartholomäus Trommsdorff, Georg Heinrich Thilow und Johann Jakob Bernhardi. Im Alter von 17 Jahren ging Hilsenberg nach Wien, wo er zunächst als Chirurg tätig wurde. Hier machte er die Bekanntschaft mit dem Botaniker Leopold Trattinnick, der ihm eine Assistentenstelle in seinem Botanischen Kabinett verschaffte. Ferner stand er im Dienste von Joseph August Schultes, der ihm auftrug, Abschriften aus großen botanischen Werken aus der Bibliothek anzufertigen. Anfang 1820 wurde Hilsenberg Sekretär bei Franz Wilhelm Sieber. Beide unternahmen zunächst eine Reise nach München, wo Sieber seine botanische Sammlung aus Ägypten verkaufen wollte. Im Frühjahr 1820 unternahmen Hilsenberg und Sieber eine botanische Exkursion nach Tirol. Auf der Rückreise trennten sich jedoch ihre Wege in Bozen, so dass Hilsenberg alleine und oft unter Lebensgefahr ganz Tirol bereiste.
Im März 1821 brach Hilsenberg gemeinsam mit dem böhmisch-stämmigen Botaniker Wenceslas Bojer in Richtung Mauritius auf, das sie im Juli desselben Jahres nach einer 105-tägigen Überfahrt erreichten. Bojer und Hilsenberg entdeckten zahlreiche neue Pflanzentaxa auf Mauritius und Réunion. Ferner begaben sie sich im Auftrag von Robert Townsend Farquhar (1776–1830), dem damaligen Gouverneur von Mauritius, auf eine Expedition in das von Europäern unerforschte Landesinnere Madagaskars, wo Hilsenberg 1 ½ Jahre verbrachte. Seine reiche Ausbeute an Samen, Pflanzen und Tieren wurde an die Linnean Society of London gesandt. Das botanische Material wurde zum Teil posthum von Bojer unter Nennung von Hilsenberg als Co-Autor beschrieben. 1822 verfasste Hilsenberg die wissenschaftliche Erstbeschreibung zum Dunkelalbatros (Phoebetria fusca), auf der Basis eines Exemplars, das in der Straße von Mosambik gefangen wurde.
Im Oktober 1823 kehrte Hilsenberg nach Mauritius zurück. Nach einem kurzen Aufenthalt dort reiste er erneut nach Madagaskar, wo er im August 1824 an der Malaria („Madagaskarisches Fieber“) erkrankte und daran im Alter von 22 Jahren am 11. September 1824 auf der Insel Sainte Marie verstarb.

## Dedikationsnamen
Nach Hilsenberg sind unter anderem Habenaria hilsenbergii, Streptocarpus hilsenbergii, Dombeya hilsenbergii, Cyclosorus hilsenbergii und Scleria hilsenbergii benannt.